# Ли Орён
Ли Орён (кор. 이어령; 15 января 1934, Асан, Чхунчхон-Намдо — 26 февраля 2022) — корейский педагог, романист и писатель, политик и литературный критик. Псевдоним — Нынсо (凌宵).

## Биография
В 1952 году окончил старшую школу Пуё в провинции Чхунчхон-Намдо. В 1956 году окончил бакалавриат в Сеульском университете по специальности Родная литература; В 1960 году стал кандидатом филологических наук в Сеульском университете; в 1987 году получил докторскую степень в Университете Тангук. Будучи газетным обозревателем и преподавателем в университете, по совместительству он также был министром Министерства культуры в период с 3 января 1990 по 19 декабря 1991 года.
Родители — Ли Бёнсын (отец), Вон Ёнсук (мать). Женат, супруга — Кан Инсук. Дети: Ли Мина (дочь), Ли Сынму (старший сын), Ли Ганму (младший сын). Исповедовал протестантизм.
Скончался 26 февраля 2022 года.

## Литературная деятельность
Впервые Ли Орён обратил на себя внимание после того, как в 1956 году в газете «Хангук Ильбо» было опубликовано его эссе «Разрушение идола». В данном эссе Ли Орён не только назвал таких именитых корейских писателей, как Ким Донни, Ли Мунъёля, Чхве Ильсу «знаменосцами идолов иллюзий и глупостей», но также выступил с критикой в адрес писателей Хван Сувона и Ён Сансопа. Ли Орён утверждал, что в ситуации абсолютного «бесплодия» культуры, непременно нужно закладывать её новый фундамент; он подчеркивал, что, стоя лицом к запретам идеологии и диктаторского режима, культура должна давать им отпор и осуществлять сопротивление. О произведениях и традициях дискутировал с писателями Ким Донни и Чо Ёнхеном.
Хотя Ли Орён и получил признание в обществе как «наивысший разум этого поколения» и «Самая выдающаяся и творческая личность во всей 5000-летней истории Кореи», однако он также был раскритикован за его врожденную вольность в высказываниях.

## Основная библиография
Романы:
- «Сезон красного дерева»
- «Усы генерала»

Собрания сочинений:
- «Киви»
- «Призрачные ноги»

Эссе:
- «В тех краях, на тех ветрах»

Публикации за рубежом:
- «Японцы склонные к сокращению» (縮み」志向の日本人) — стала бестселлером в Японии, до сих пор переиздается[6].

## Награды и звания
- 1979 год: Премия РК в области культуры и искусства
- 1980 год: Физкультурный орден Храброго Тигра
- 1992 год: Премия в области культуры японского дизайна
- 1996 год: Грант Японского Фонда
- 2001 год: Премия в области культуры города Сеула
- 2003 год: Премия Организации Искусств Республики Корея
- 2007 год: Культурная премия Сам Ил